# Kodex
Ein Kodex oder Codex, Mehrzahl Kodizes bzw. Codices oder Kodexe (lateinisch codex, Mehrzahl codices), war ursprünglich ein Stapel beschrifteter oder zur Beschriftung vorgesehener Holz- oder Wachstafeln, später ein von zwei Holzbrettchen umschlossener Block gefalteter oder gehefteter Papyrus- oder Pergamentblätter. Im Lateinischen bedeutete codex (ursprünglich caudex) „Baumstamm“ oder „Holzklotz“, später auch „Buch“ oder „Heft“.
Erste Hinweise auf die Verwendung von Papyrus in Kodex-Form gibt es aus der ptolemäischen Zeit in Ägypten, wie ein Fund an der Universität Graz zeigt. In der Römischen Kaiserzeit kam der Kodex neben der älteren Buchform der Schriftrolle in Gebrauch, bevor er sich seit dem 4. Jahrhundert n. Chr. als die führende Buchform der Spätantike durchsetzte, die sich dann bis in die Neuzeit nicht mehr wesentlich verändert hat. Mit der Ablösung der Rolle durch den Kodex wurde der Papyrus als Beschreibmaterial zunehmend durch das edlere und teurere, jedoch nicht von Importen abhängige Pergament ersetzt. Vorzüge des Kodex' waren die bequemere Handhabung sowie das vereinfachte Nachschlagen von Querverweisen im Rahmen der Bibelexegese.
Bedeutende Kodizes tragen häufig lateinische Bezeichnungen, die aus Codex und einem auf den Aufbewahrungs- oder Entstehungsort, manchmal auch einen prominenten Besitzer oder Auftraggeber verweisenden Zusatz bestehen (zum Beispiel Codex Vaticanus oder Codex Manesse).
Im heutigen Sprachgebrauch bezeichnet ein Kodex grundsätzlich eine Sammlung von – geschriebenen oder auch ungeschriebenen – Regeln oder Vereinbarungen, die für eine bestimmte Gruppe von Menschen Gültigkeit haben oder haben sollen.

## Beschreibstoffe
Kodizes wurden aus verschiedenen Beschreibstoffen gefertigt. In der wissenschaftlichen Literatur haben sich hierfür folgende lateinische Bezeichnungen eingebürgert (häufig abgekürzt verwendet):
codex papyraceus
Kodex aus Papyruslagen
codex membranaceus
Kodex mit Seiten aus Pergament
codex chartaceus
Kodex mit Papierseiten
codex bombycinus
Kodex mit Seiten aus Seidenpapier
Es gibt einige Aztekencodices, die auf Amatl, einem Material aus Baumrinde, geschrieben sind.

## Holztafel-Kodizes
Während sich im alten Ägypten Schreibtafeln aus der Zeit der Pharaonen erhalten haben und im Nahen Osten Tafeln gefunden wurden, die mindestens aus dem 8. vorchristlichen Jahrhundert stammen, sind im archaischen und klassischen Griechenland Schreibtafeln nur indirekt (bildlich, literarisch oder inschriftlich) bezeugt. Die ältesten erhaltenen Tafeln (griech. pinakes) mit griechischer Beschriftung stammen aus hellenistischer Zeit. In Griechenland blieb die Verwendung im Wesentlichen auf Dokumentenarchivierung und Alltagsnotizen beschränkt.
Für die römische Welt bezeugen archäologische Funde seit der Kaiserzeit eine weite Verbreitung und vielseitige Verwendung einzelner wie zu Blöcken verbundener Holztäfelchen (lat. tabulae). Die Täfelchen waren zur Aufnahme der Beschriftung unterschiedlich präpariert. Die dealbatae besaßen eine geweißte Schreibfläche. In der leicht vertieften Oberfläche der ceratae wurde eine Wachsschicht aufgetragen, in welche die Schrift mit einem spitzen Metallstift, dem stilus, eingedrückt oder eingeritzt werden konnte. In den vom Vesuv im Jahre 79 n. Chr. verschütteten Städten (zum Beispiel Pompeji und Herculaneum) wurden zahlreiche originale Wachstafeln gefunden. Die non-ceratae waren als besonders dünne Holztäfelchen zur Beschriftung mit Tinte geeignet, die mit dem calamus (Schreibrohr) oder einer Metallfeder aufgetragen wurde.
Die Holztäfelchen, die schon in der Ilias erwähnt und seit dem 6. Jahrhundert v. Chr. bildlich belegt sind, konnten mit einer Art Scharnier aus Schnur paarweise zu einem Diptychon verbunden werden. Drei verbundene Täfelchen bildeten ein Triptychon, eine größere Anzahl ein Polyptychon. Ein Bodenfund aus Vindolanda (Britannien) bezeugt die Form des Leporello, der aus gefalteten dünnen Holztäfelchen zusammengesetzt war.
Bevor die Römer von den Griechen die Papyrusrolle übernahmen, war der Holztafelkodex die Buchform der frühen lateinischen Prosaliteratur (zum Beispiel der Werke des älteren Cato). Er blieb in Griechenland wie in der römischen Welt neben der Schriftrolle immer in Gebrauch.

## Pergament- und Papyrus-Kodizes
Es waren vermutlich die seit dem 2. vorchristlichen Jahrhundert mit Pergament als Beschreibstoff vertrauten Römer, die die Holztäfelchen durch gefaltete Pergamentblätter ersetzten. In der Kaiserzeit, seit dem 1. und vor allem dem 2. nachchristlichen Jahrhundert fanden Kodizes aus Pergament immer häufiger Verwendung. Am Ende des 4. Jahrhunderts n. Chr. hat sich diese Buchform schließlich endgültig gegen die Rolle durchgesetzt. Der Papyruskodex ist dem Pergamentkodex nachgebildet und von seiner Entstehung her jünger. Besonders in Ägypten und in diesem benachbarten Gebieten, wo Papyrus produziert wurde, hat man das für Rollen typische Material auch für Kodizes verwendet.

### Aufbau
Ein Kodex besteht in der Regel aus gefalteten Pergament- oder Papyrusblättern (von handelsüblichen Rollen geschnitten). Diese werden in Lagen geschichtet, mit dem Falz an den Buchrücken gebunden oder zumindest mit dem meist aus Holzdeckeln bestehenden Einband fest verbunden. Frühe Kodizes aus Papyrus zeigen bisweilen auf gegenüberliegenden Seiten eine unterschiedliche Faserrichtung; bei späteren Exemplaren ist der Faserverlauf einheitlich. Der aufgeschlagene Pergamentkodex zeigt entweder zwei Haar- oder zwei Fleischseiten (sogenannte Gregory-Regel). Die Blätter des Kodex werden beidseitig beschrieben. Der Titel des Kodex findet sich zunächst, wie bei der Buchrolle, auf dem letzten Blatt; erst ab etwa dem 5. Jahrhundert n. Chr. setzt sich die Titelangabe am Anfang des Kodex durch.
Zwei Grundformen des Aufbaus können unterschieden werden: der einlagige Kodex und der mehrlagige Kodex.

#### Der einlagige Kodex (das Schulheftprinzip)
Von der Frühzeit des Kodex bis in das 4. Jahrhundert finden sich häufig Exemplare, die aus einer einzigen Lage bestehen (und hierin unseren heutigen Schulheften entsprechen). Mehrere in der Mitte einmal gefaltete und wieder geöffnete Blätter werden übereinander gelegt und in der Falzlinie mit einem Faden vernäht. Dieser Aufbau ermöglicht nur einen verhältnismäßig geringen Umfang und bringt weitere Nachteile mit sich. Je mehr Bögen für den Kodex verwendet werden, desto größer wird die Spannung beim Schließen des Buches; dieses klafft auf, der Rücken kann einreißen, außerdem kann der Heftfaden in die inneren Bögen einschneiden; Letzteres kann durch Einlegen eines Pergament- oder Lederstreifens im inneren Falz verhindert werden. Bei der Verwendung gleich großer Bögen nimmt die Tiefe des einlagigen Blocks von außen nach innen zu, was sich durch entsprechenden Zuschnitt der Buchkante beheben oder durch die Verwendung unterschiedlich großer Bögen vermeiden lässt. Es bedingt dann aber auch, dass die inneren Blätter schmaler sind und entweder die Ränder oder die Kolumnen schmaler werden. Der einlagige Aufbau scheint bislang nur bei Papyruskodizes bekannt zu sein. Ein Beispiel bietet der berühmte Kodex Bodmer (um 300 n. Chr.), der unter anderem den vollständigen Text der Menanderkomödie Dyskolos enthält.

#### Der mehrlagige Kodex
Die zweite Form des Aufbaus vermeidet die oben beschriebenen Schwierigkeiten, indem sie mit mehreren Lagen von geringerer Bogenzahl arbeitet. Die Lagen werden einzeln geheftet, aufeinandergelegt und miteinander vernäht. Die meisten mehrlagigen antiken Kodizes verwenden Einzellagen von vier Bögen (Quaterniones). Es kommen aber auch ein- (Uniones), drei- (Terniones), fünf- (Quiniones) und sogar neunbögige (Noniones) Lagen vor. Die Bogenzahl der Lagen kann innerhalb ein und desselben Kodex auch schwanken. Mit der Ausbildung des mehrlagigen Kodex war im 4. Jahrhundert n. Chr. die Entwicklung der heute gebräuchlichen Form des Buches abgeschlossen.

### Format und Umfang

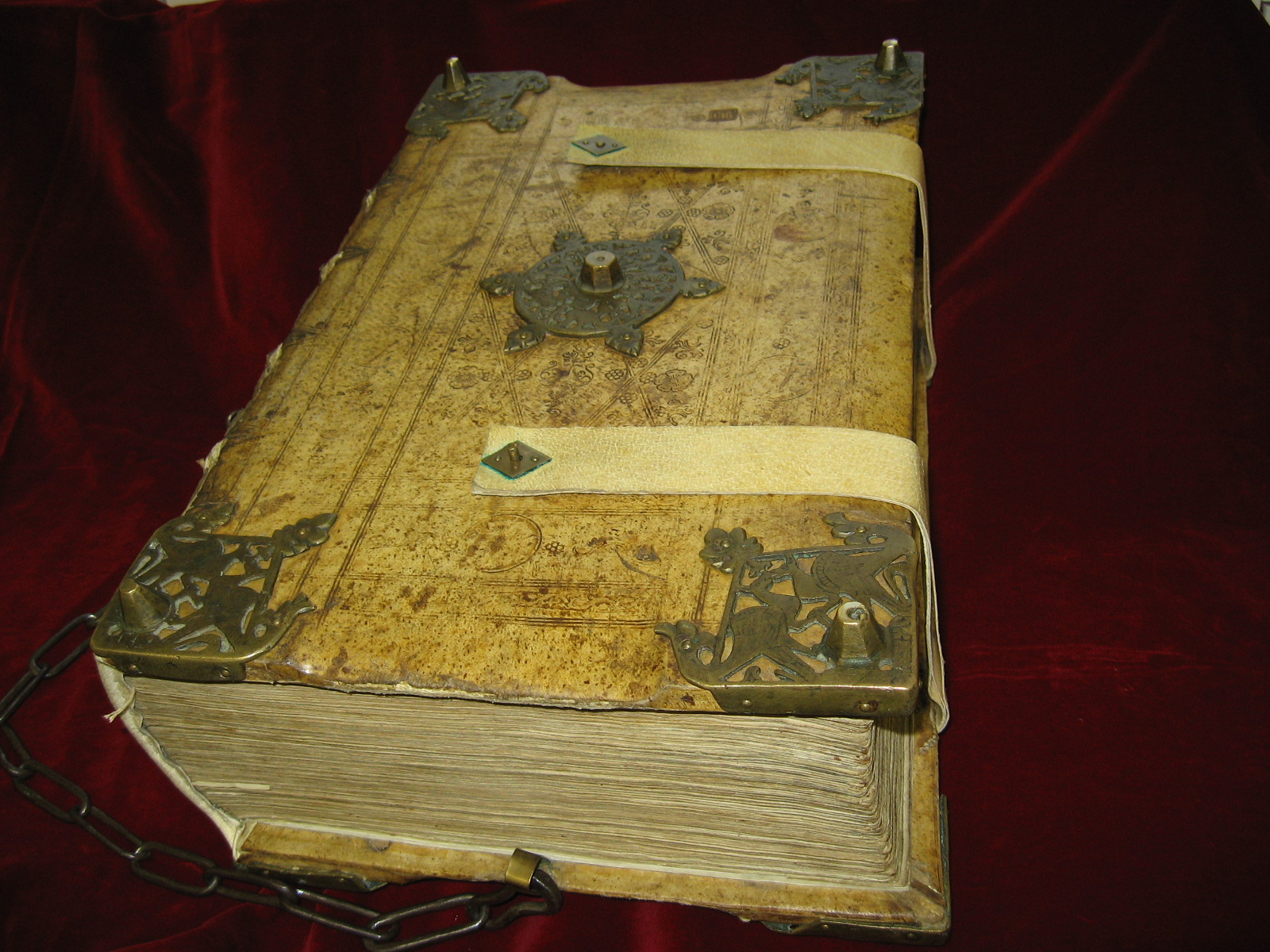
Der Rupertsberger Riesenkodex, 12. Jh., umfasst 481 Blatt Pergament und wiegt ca. 15 Kilogramm.

Es sind Kodizes von 6 bis 40 cm Höhe erhalten. Die frühesten Exemplare aus dem 2. und 3. Jahrhundert n. Chr. besitzen ein hochrechteckiges Format und einen Umfang von weniger als 300 Seiten. Seit dem 4. Jahrhundert kann eine Tendenz zu größeren quadratischen Formaten beobachtet werden; der Umfang kann in einzelnen Fällen 1600 Seiten überschreiten. Das kleinste bekannte Pergament-Miniformat, der Manikodex (datierbar ins 4. bis 6. Jahrhundert) der Kölner Universitätssammlung, hat bei 192 Seiten Umfang lediglich eine Höhe von 45 mm und eine Breite von 38 mm.

### Einband
Zu den Vorzügen des Kodex gegenüber der Rolle gehört sein fester Einband. Dreizehn außergewöhnlich gut erhaltene Einbände einlagiger Papyruskodizes aus dem 4. Jahrhundert sind bei Nag Hammadi in Ägypten gefunden worden. Die Einbände bestehen aus mit eingeklebter Papyruskartonage versteiftem Ziegen- oder Schafleder, wobei die Haarseite die Außenseite des Einbandes bildet. Überstehende Lederlaschen mit Riemchen dienen dazu, das geschlossene Buch allseitig fest zu umschließen.
Eine einfachere Form des antiken Einbandes besteht aus zwei rechteckigen Holzplatten, die durch einen aufgeklebten Lederstreifen, der den Buchrücken bildet, verbunden werden. Der Buchblock wird durch Fadenheftung im Deckel befestigt. Ein Beispiel dieser Form liefert der aus dem 3. Jahrhundert stammende Einbanddeckel eines (nicht mehr existierenden) koptischen Buches der Chester Beatty Library in Dublin; in diesem Fall ist der Holzdeckel mit Elfenbeineinlagen verziert.

### Beschriftung

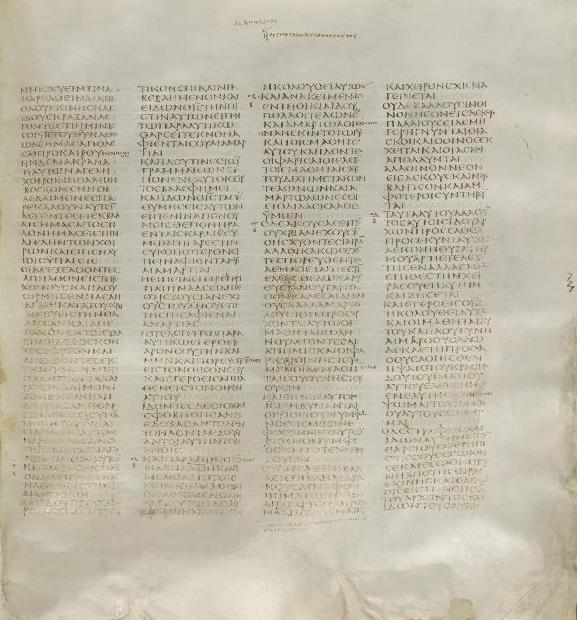
Codex Sinaiticus, 4. Jh. (Ausschnitt aus dem Matthäusevangelium)

Der Kodex wurde in der Regel vor dem Binden beschrieben, deshalb musste der Schreiber zunächst den Umfang des Buches kalkulieren, um die Menge des benötigten Beschreibstoffes abschätzen und die Lagen passend anordnen zu können. Zur Orientierung im ungebundenen Buch diente dem Schreiber eine vor dem Schreiben ausgeführte Paginierung. In den meisten erhaltenen Kodizes befindet sich die Paginierung in der Mitte des oberen Randes; manchmal sind zusätzlich einzelne Lagen nummeriert. Auch nachträglich angebrachte Paginierungen kommen vor; sie dienten bereits als Lesehilfe für den Benutzer. Vor dem Beschreiben wurden mit einem spitzen Griffel gleichmäßige Linien in die Pergamentseiten des Kodex geritzt. Um im gesamten Kodex einen einheitlichen Schriftspiegel zu erzielen, wurden vor der Linierung alle Lagen übereinandergelegt und an den vier Ecken des Schriftspiegels durchstochen. In den meisten Kodizes trägt jede Seite nur ein Schriftfeld, aber es gibt auch Exemplare mit zwei oder mehr Kolumnen je Seite. So ist zum Beispiel in den beiden ältesten bekannten Vollbibeln, den griechischen Handschriften Codex Vaticanus und Codex Sinaiticus, der Text einiger poetischer Bücher in zwei Kolumnen, der aller übrigen Bücher aber in drei (Codex Vaticanus) bzw. vier Kolumnen (Codex Sinaiticus) angeordnet. Die Kolumnengliederung scheint aus der Tradition der Papyrusrolle übernommen zu sein, wo kurze Zeilen als Qualitätsmerkmal galten; hiermit hängt es zusammen, dass die mehrspaltig beschriebenen Kodizes kalligraphische Tendenzen erkennen lassen. Vor allem aber haben schmalere Kolumnen bei großformatigen Handschriften den Vorteil, dass das Auge leichter vom Ende der einen Zeile zum Anfang der nächsten findet.

## Verdrängung der Rolle durch den Kodex
Den Schritt über die Verwendung als Notizbuch hinaus hat der Kodex noch im 1. Jahrhundert n. Chr. getan. Der Dichter Martial (ca. 40–102 n. Chr.), der sich in verschiedenen seiner Epigramme immer wieder werbend für die neue, dem Lesepublikum noch nicht vertraute Buchform einsetzt, gibt erste Hinweise auf literarische Werke der meistgelesenen griechischen und römischen Autoren in Kodexform: Homer, Vergil, Ovid, Cicero und Livius. Das älteste Originalfragment eines lateinischen Pergamentkodex (genannt De bellis Macedonicis) wurde im ägyptischen Oxyrhynchos gefunden (heute in der British Library in London). Der Kodex, der den Krieg zwischen Römern und Makedonen zum Thema hat, wird in das Ende des 1. Jahrhunderts n. Chr. datiert. Trotz aller praktischer Vorzüge, die die neue Buchform des Kodex gegenüber der Buchrolle bot, dauerte es bis ins 4. Jahrhundert n. Chr., bis der Kodex diese endgültig verdrängte. So pflegten wohl zumindest die elitären Gesellschaftsschichten noch lange eine Vorliebe für die traditionelle Rollenform.
Ein soziologischer Grund für die allmähliche Verdrängung der Buchrolle durch den Kodex wird darin gesehen, dass die Christen (ca. seit dem 2. Jahrhundert) diesen als eine Buchform aufgriffen, mit der sie sich auch formal von den alten heidnischen Schriften abgrenzen konnten. Kodizes konnten auch während der Christenverfolgungen leichter versteckt werden. Eine andere Gruppe von Autoren, die die Kodexform – allerdings nicht aus ideologischen, sondern aus praktischen Erwägungen – sehr bald annahm, waren die Juristen.
Ein praktischer Vorteil des Kodex war sein wesentlich größeres Fassungsvermögen verglichen mit der Rolle. Die regelmäßige beidseitige Beschriftung ermöglichte Platzersparnis. Zudem ließ sich der Kodex besser aufbewahren. Hinzu kam seine leichtere Handhabbarkeit beim Lesen und Nachschlagen. Anders als die Rolle, die vom Leser mit beiden Händen gehalten werden musste, erforderte der Griff zum Kodex nur eine Hand und ließ die andere zum Blättern oder Schreiben frei. Das erleichterte Auffinden von Textstellen veränderte die Lesegewohnheiten. Ältere klassische und juristische Literatur, die noch auf Rollen geschrieben war, wurde systematisch in Kodexform übertragen oder war aus der Überlieferung ausgeschieden. Seit dem Ende des 4. Jahrhunderts wurden neu verfasste Werke sogleich in Kodizes geschrieben. Dies bot auch den Vorteil einer größeren Schonung des Geschriebenen, weil durch das Umblättern die teils brüchigen Papyrusseiten erheblich mehr geschont wurden als bei dem Entrollen.
Im Zuge dieser Entwicklung entstand auch eine Reihe von Strukturelementen, die der Gliederung der größer gewordenen zusammenhängenden Textmengen dienten. Mit incipit und explicit wurden nicht nur Anfang und Ende des Gesamtwerks markiert, sondern auch Anfang und Ende seiner einzelnen Bücher. Es entwickelten sich verschiedene Schriftarten sowie Schmuck- und Gliederungselemente, beispielsweise in Gestalt von Zierleisten und verzierten Initialen. Kodexseiten mit breiten Rändern eigneten sich bestens für das Anbringen von Anmerkungen, Kommentaren und Verweisen durch den Benutzer; in den Zeiten der Buchrolle mussten zu diesem Zweck Ergänzungsrollen angelegt werden.